# Бородатая совка
Бородатая совка (лат. Megascops barbarus) — вид маленьких сов из рода Megascops. Обитает в высокогорьях центральной и западной Гватемалы, и в центре штата Чьяпас, что находится в Мексике, встречается в субтропических или тропических горных лесах. Ему угрожает потеря среды обитания.

## Таксономия
Впервые описана Филиппом Склатером и Осбертом Салвином в 1868 году. Бородатая совка является одной из самых маленьких сов в роде Megascops.

## Описание
Взрослые имеют длину от 16 до 20 см и весит 58—79 граммов. Размах крыльев неизвестен. В основном, самки тяжелее самцов. Ушки из перьев на голове очень маленькие. Есть светло-коричневые и красно-коричневые морфы. Лицевая вуаль светлая с тонкой тёмной каймой. Пятна наверху коричневые, белые и чёрные. Пятна на мантии белые. Плечевые перья имеют белёсые внешние флажки с чёрной каймой. Грудь имеет густую коричневую и жёлто-коричневую полосу. Бока и брюшко белые, с тёмными прожилками на голенище. Ствол оперённый. Крылья выходят за короткий хвост. Радужка жёлтая. Клюв серо-зелёный. Ножки розово-серые. Представители красно-коричневых морф с рисунком менее сильны, а отметины сверху и снизу красно-коричневые. Их звуки — 3—5 секундные длительности трели. В начале громкость увеличивается, а в конце резко падает.

## Поведение
Питается крупными насекомыми. Кладка состоит из четырёх-пяти яиц. Дополнительная информация о биологии размножения неизвестна.

## Ареал
Бородатую совку можно найти в высокогорьях центрального Чьяпаса и западной Гватемалы. В основном проживает во влажных горных лесах, обычно выше 1800 м. Однако, зарегистрировано и выше 1350 м. Считается, что данный вид живёт без миграций.